# Condado de Autun
El condado de Autun, en la región de Borgoña, Francia, es uno de los primeros condados mencionados en fuentes históricas antiguas. El primer conde fue Teodorico I, cuyos orígenes, por la escasez de datos, no se conocen adecuadamente. Los datos obtenidos no son definitivos, sin embargo, se le considera un noble, emparentado con el linaje carolingio, como descendiente del nibelúnguida Quildebrando. 

## Condes de Autun
La precisión en el establecimiento de la genealogía plantea un problema como ocurre en todos los condados merovingios y carolingios.
La dificultad proviene de la multitud de homónimos en las familias de la Alta Edad Media. Bastaba que el hijo mayor muriera antes que su padre para que el nieto, que muy generalmente llevaba el nombre de su abuelo, fuera el sucesor de éste, con lo que se trataba de dos personajes con el mismo nombre que se sucedían pero que, bajo los primeros pipínidas, todavía no están numerados.
Los descendientes de Teodorico I continuaron con el linaje de los condes de Autun hasta que Bernardo de Septimania lo perdió en el 830. Así, desde este año hasta el 864 no se ha encontrado ningún registro que hiciera referencia al condado. En este último año aparece Bernardo III de Tolosa, hijo del anterior Bernardo. La posesión del condado fue disputada por Boso, rey de la pequeña Provenza, en 870. Instaló a su hermano Ricardo, un pequeño duque de Borgoña, como conde de Autun. Después de la muerte del duque Ricardo en 921, el condado de Autun siguió siendo gobernado por los duques de Borgoña.

## Lista fragmentaria de los condes de Autun

### Casa de los guillérmidas
- 742 y 750 -  Teodorico I de Autun (725 - después de 778), descendiente de Bertrada la Vieja y esposo de Alda de Francia, hija de Carlos Martel.[1]
- ??? Girardo, conde de Autun, se cita como padre de Abbon de Poitiers en la genealogía, sin fecha, del conde de Poitiers.[2]

### Dinastía nibelúnguida
- 796-827/836 - Childebrando III (c. 770 - 827/836), hijo de Childebrando II y hermano de Nibelungo III, conde en 818 y de Teodeberto, conde de Madrie (802-822). Childebrando II, padre de Quildebrando III, era hermano de Nibelundo II, hijo de Nibelungo I y nieto de Childebrando I, de donde proviene el nombre de dinastía nibelúnguida. Este a su vez, era hermano de Carlos Martel e hijo de Pipino de Heristal.

### Casa de los guillermidas
- 782-804 - Teodoeno (Teudoin), hijo de Teodorico I. Teodoeno era hermano de Berta, esposa de Nibelungo II.[3]
- ??? - Teodorico II, hijo de Teodoeno.[3]
- 815?-826 - Teodorico III († 826) sobrino de Teodoeno,
- 826-830 - Bernardo de Septimania 835-844 (Bernardo I de Tolosa, hijo de Guillermo I de Tolosa "el Santo")Blasón de los guillermidas / Condado de Tolosa.
- 830-832 - Bernardo de Septimania.

Blasón de los guillermidas / Condado de Tolosa.

- 835-837 - Bernardo de Septimania, desposeído por Luis el Piadoso.[4]
- 837-853 - Guerín († 853), nombrado por Luis el Piadoso.
- 853-858 - Isembart (800 - 858), hijo de Guerín y Abba, ella misma probable hija de Teodoeno.[3]
- 858-861 - Bernardo III de Tolosa (841 - 886), nieto de Guillermo I de Tolosa, hijo de Guillermo de Septimania (844-849), conde de Agen. Bernardo se casó con Ermergarda de Chalon (850]-881) y fue padre de Guillermo I de Aquitania "el Piadoso" (875-918), conde de Auvernia y duque Aquitania.[3]
- 861-866 - Roberto el Fuerte.[5]
- 868-872 - Bernardo II de Autun, hijo de Childebrando III.[3]
- 872-873 - Bernardo III de Tolosa (841 - 886), de nuevo.
- 873-876 - Eccardo, hijo de Childebrando III.[3]
- 876-878 - Bernardo de Gotia († ap. 879), marqués de Gotia.[6]
- 878-879 - Teodorico IV el Tesorero, hermano de Eccardo.[7]
- 879-880 - Bosón († 921), rey de Provenza.[8]

### Duques de Borgoña
- 880-921 - Ricardo de Autun, el Justiceiro, hermano de Bosón, recibió el nuevo título de duque de Borgoña del rey Luis III de Francia.[9]

Posteriormente, el condado de Autun fue anexado al ducado de Borgoña.